# Kolizja drogowa
Treść tego artykułu od 2019-04 należy opracować w taki sposób, aby nie uwypuklała nadmiernie polskiej specyfiki / aby nie zawężała się tylko do polskich warunków
Dokładniejsze informacje o tym, co należy poprawić, być może znajdują się w dyskusji tego artykułu.
 Po wyeliminowaniu niedoskonałości należy usunąć szablon {{Dopracować}} z tego artykułu.

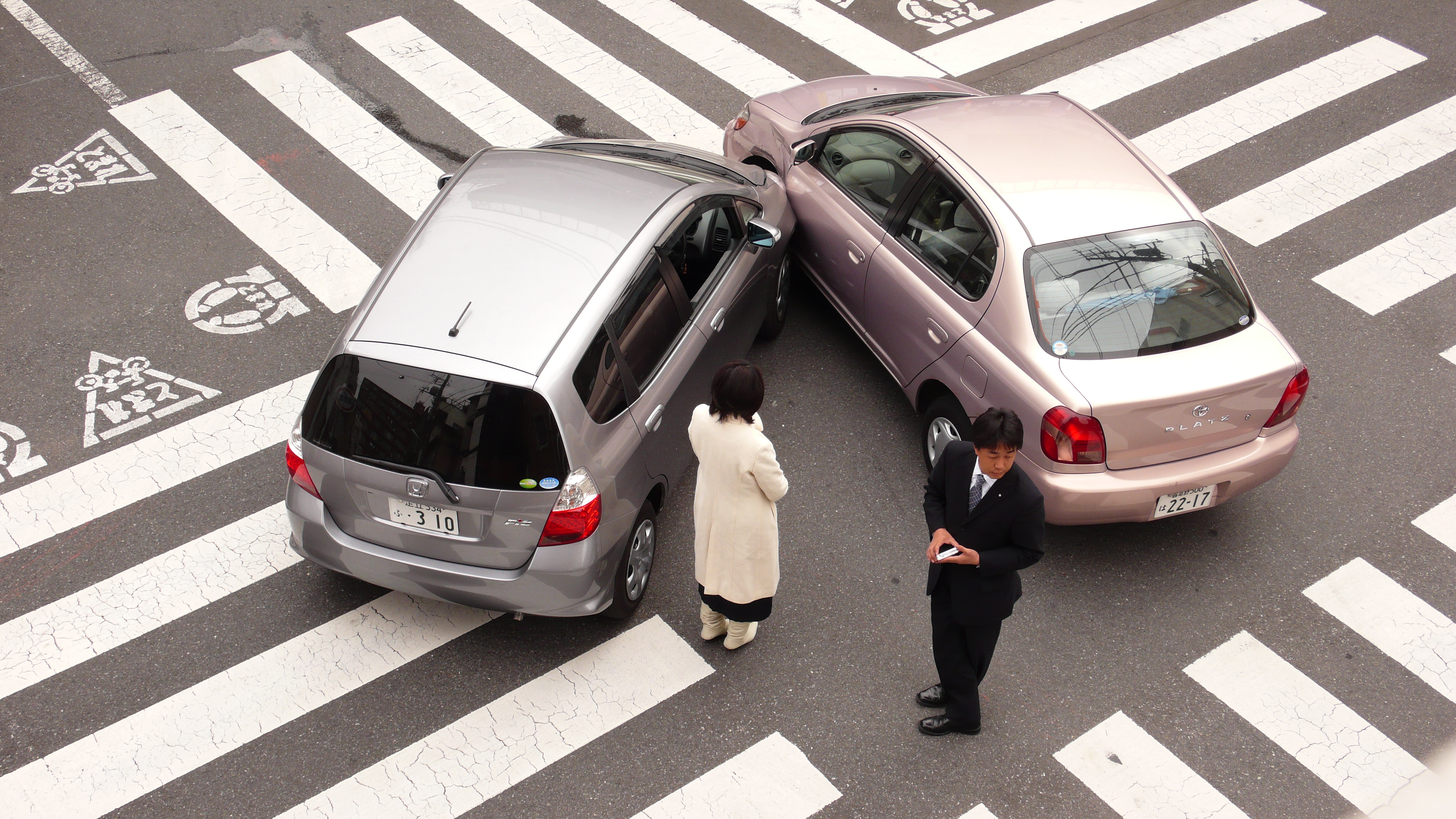
Kolizja drogowa w Tokio

Kolizja drogowa – zdarzenie drogowe, które pociągnęło za sobą wyłącznie straty materialne, a w wyniku którego osoby w nim uczestniczące nie ponoszą śmierci, ani nie doznają urazów. Pojęcie to nie funkcjonuje na gruncie prawa polskiego.

W polskim prawie jako kolizję klasyfikuje się spowodowanie zagrożenia bezpieczeństwa w ruchu drogowym. Ma to swoje odzwierciedlenie w art. 86 Kodeksu wykroczeń:
- § 1. Kto na drodze publicznej, w strefie zamieszkania lub strefie ruchu, nie zachowując należytej ostrożności, powoduje zagrożenie bezpieczeństwa w ruchu drogowym, podlega karze grzywny.

- § 1a. Jeżeli następstwem wykroczenia, o którym mowa w § 1, jest spowodowanie naruszenia czynności narządu ciała lub rozstrój zdrowia innej osoby, sprawca podlega karze grzywny w wysokości nie niższej niż 1500 złotych.

- § 2. Kto dopuszcza się wykroczenia określonego w § 1, znajdując się w stanie po użyciu alkoholu lub podobnie działającego środka, podlega karze aresztu, ograniczenia wolności albo grzywny w wysokości nie niższej niż 2500 złotych.

- § 3. W razie popełnienia wykroczenia określonego w § 1 przez osobę prowadzącą pojazd można orzec zakaz prowadzenia pojazdów.

Według przeprowadzonych badań stłuczki, nawet niegroźne, mogą powodować poważne i kosztowne zniszczenia w samochodach.